# Тондэмун (станция метро)

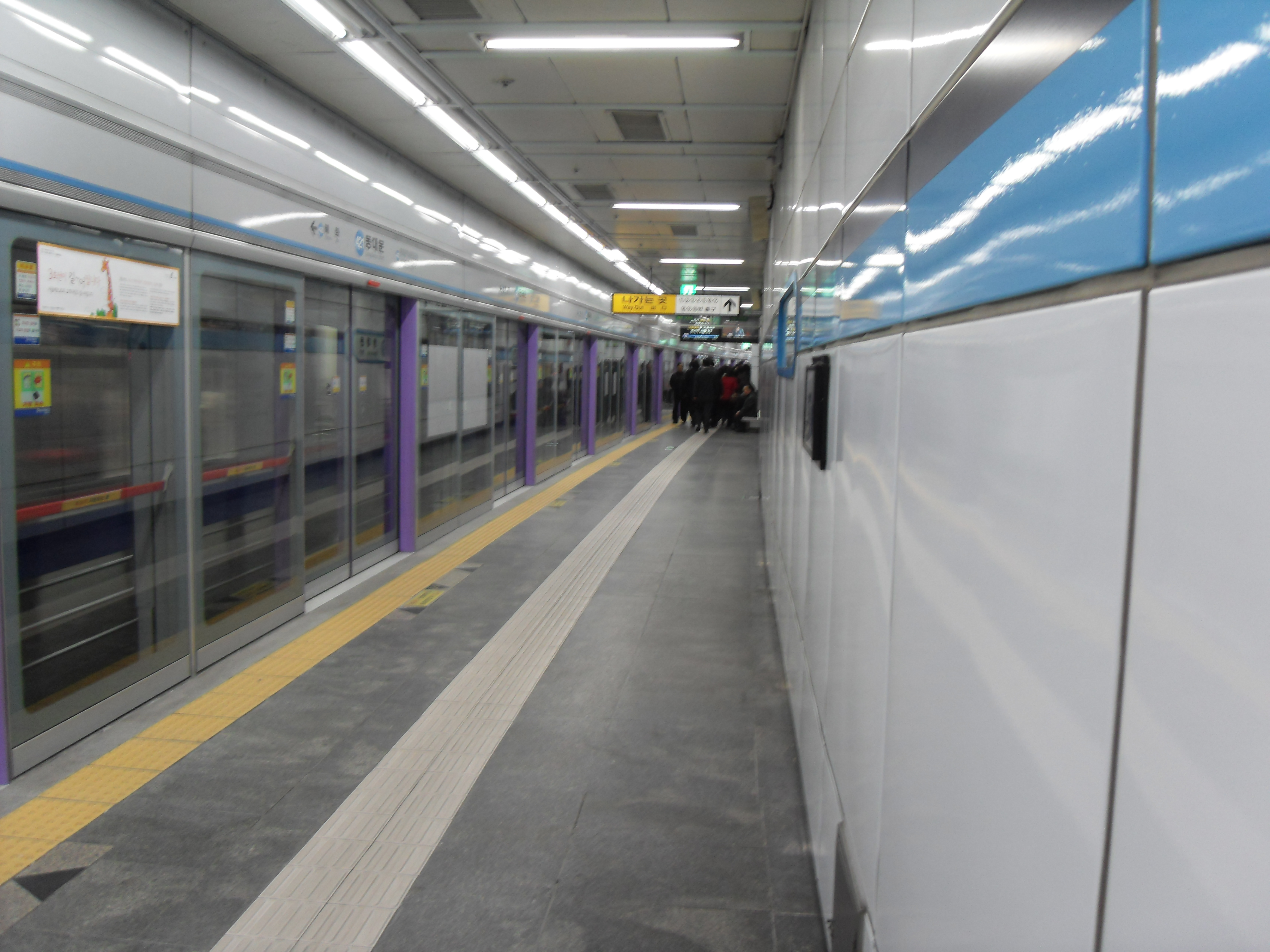
Платформа станции четвёртой линии

«Тондэмун» (кор. 동대문역) — пересадочная станция Сеульского метро на Четвёртой линии и Первой линии, представленная подземными станциями на обеих линиях Она представлена двумя боковыми платформами на Первой линии и одной островной — Четвёртой. Станция обслуживается транспортной корпорацией Сеул Метро. Расположена в квартале Чансин-дон района Чонногу города Сеул (Республика Корея). На станции установлены платформенные раздвижные двери.
Станция названа из-за расположенного в непосредственной близости от Тондэмуна — «великих восточных врат» Сеула времён правления династии Чосон.
Пассажиропоток — на 1 линии 34 446 чел/день и на 4 линии 55 294 чел/день (на январь-декабрь 2012 года).
Станция была открыта 18 октября 1985 года.
Открытие станции было совмещено с открытием участка 4 линии Хехва—Садан длиной 16,5 км и еще 13 станцийː Хехва (420), Исторический и культурный парк Тондэмун, Чхунъмуро, Мён-дон, Хвехён, Сеул, Женский университет Соокмюнъ, Самгакджи, Синёнъсан, Ичхон, Донджак, Ису (Университет Чхонъсхин) и Садан (433).